# Michael Rapoport
Michael Rapoport, né le 2 octobre 1948 à Cincinnati, dans l'État de Ohio, est un mathématicien autrichien. Il est renommé pour ses contributions en géométrie algébrique arithmétique.

## Biographie
Michael Rapoport est un des fils de la pédiatre Ingeborg Rapoport et du biochimiste Samuel Mitja Rapoport et frère de Tom Rapoport, également biochimiste. Né aux États-Unis, il suit ses parents dans leurs déplacements d'abord en Autriche, puis en République démocratique allemande. Il fait ses études secondaires à Berlin dans un lycée à enseignement de mathématiques renforcé jusqu'en 1976. Il peut, parce qu'il a conservé la nationalité autrichienne héritée de son père, faire des études supérieures à l'étranger. Il les accomplit à Berlin, Paris, Princeton et Harvard.
Michael Rapoport soutient en 1976 une thèse d'État en géométrie algébrique ayant pour titre Compactifications de l'espace de modules de Hilbert-Blumenthal à l'université Paris-Sud, préparée sous la direction de Pierre Deligne. Il est successivement assistant à l'université Humboldt de Berlin (1976-1980), puis professeur aux universités de Heidelberg (1982-1986), de Bonn (1986-1989), de Wuppertal (1989-1996), puis professeur titulaire à Cologne (1996-2003) et, depuis 2003, à l'université de Bonn. Il y occupe actuellement la chaire de géométrie algébrique arithmétique.

## Travaux
Rapoport est connu par ses travaux sur les variétés de Shimura et, dans le cadre du programme de Langlands, de sa démonstration, en commun avec Gérard Laumon et Ulrich Stuhler (de), de la conjecture de Langlands dans le cas de corps de fonctions locaux.

## Publications (sélection)
édition
- Pierre Berthelot, Luc Illusie, Jean-Marc Fontaine, Kazuya Kato et Michael Rapoport (éditeurs), « Cohomologies {\displaystyle p}-adiques et applications arithmétiques », Astérisque, vol. 278-279,‎ 2002.

articles
- Pierre Deligne et Michael Rapoport, « Les schémas de modules de courbes elliptiques », dans Modular functions of one variable, II (Proc. Internat. Summer School, Univ. Antwerp, Antwerp, 1972), Springer, coll. « Lecture Notes in Math. Vol. 349 », 1973 (DOI 10.1007/978-3-540-37855-6_4), p. 143–316.
- Avner Ash, David Mumford, Michael Rapoport et Yung-Sheng Tai, Smooth compactification of locally symmetric varieties, Brookline, Mass., Math. Sci. Press, coll. « Lie Groups: History, Frontiers and Applications, Vol. IV », 1975 (lire en ligne) — Deuxième édition : Smooth compactification of locally symmetric varieties (avec la collaboration de Peter Scholze), Cambridge University Press, coll. « Cambridge Mathematical Library », 2010, X-230 p. (ISBN 978-0-521-73955-9, MR 2590897, lire en ligne)
- Michael Rapoport, « Compactifications de l'espace de modules de Hilbert-Blumenthal », Compositio Mathematica, vol. 36, no 3,‎ 1978, p. 255-335 (MR 515050, zbMATH 0386.14006, lire en ligne)
- Michael Rapoport et Thomas Zink, « Über die lokale Zetafunktion von Shimuravarietäten. Monodromiefiltration und verschwindende Zyklen in ungleicher Charakteristik. », Invent. Math, vol. 68, no 1,‎ 1982, p. 21-101 (DOI 10.1007/BF01394268)
- Gérard Laumon, Michael Rapoport et Ulrich Stuhler, « {\displaystyle {\mathcal {D}}}-elliptic sheaves and the Langlands correspondence », Invent. Math., vol. 113, no 2,‎ 1993, p. 217–338 (DOI 10.1007/BF01244308).
- Michael Rapoport, « Non-Archimedean period domains », Proceedings of the International Congress of Mathematicians, Zurich, Birkhäuser, Basel,‎ 1995, p. 423–434.
- Michael Rapoport et Thomas Zink, Period spaces for {\displaystyle p}-divisible groups, Princeton, NJ, Princeton University Press, coll. « Annals of Mathematics Studies » (no 141), 1996, XXVII-24 p. (ISBN 0-691-02782-X, MR 1393439).
- Stephen S. Kudla, Michael  Rapoport et Tonghai Yang, Modular forms and special cycles on Shimura curves, Princeton, NJ, Princeton University Press, coll. « Annals of Mathematics Studies » (no 161), 2006, X-373 p. (ISBN 0-691-12551-1, MR 2220359, lire en ligne).
- Stephen S. Kudla et Michael Rapoport, « Special cycles on unitary Shimura varieties I. Unramified local theory », Invent. Math., vol. 184, no 3,‎ 2011, p. 629–682.

## Prix et distinctions
- En 1992 il reçoit le prix Gottfried Wilhelm Leibniz avec Christopher Deninger, Peter Schneider et Thomas Zink [6]
- En 1994 il est conférencier invité au Congrès international des mathématiciens à Zurich, avec une conférence intitulée Non-archimedean period domains.
- En 1999 il reçoit le prix Gay-Lussac Humboldt[7]
- Depuis 2003, il est membre de l'Académie allemande des sciences Leopoldina.
- En 2011 il est lauréat du prix Heinz Hopf[8].
- En 2013 il reçoit le prix von Staudt.